# دانیل گادژف
دانیل گادژف (بلغاری: Даниел Христов Гаджев؛ زادهٔ ۲۱ ژوئن ۱۹۸۵) بازیکن فوتبال اهل بلغارستان است.
از باشگاه‌هایی که در آن بازی کرده است می‌توان به باشگاه فوتبال لوکوموتیو صوفیه اشاره کرد.